# Lena Stojković
Pour les articles homonymes, voir Stojković.
Lena Stojković est une taekwondoïste croate née le 3 janvier 2002. Elle a remporté une médaille de bronze des moins de 49 kg aux Jeux olympiques d'été de 2024, organisés à Paris.